# Gus Johnson
Gus Johnson (ur. 13 grudnia 1938 w Akron, zm. 29 kwietnia 1987 w Akron) – amerykański koszykarz, skrzydłowy. Mistrz ABA (1973). Członek Basketball Hall of Fame.
W debiutanckim sezonie 1963/1964 zajął drugie miejsce w głosowaniu na debiutanta roku NBA.

## Osiągnięcia

### ABA
- Mistrz ABA (1973)[1]

### NBA
- Wicemistrz NBA (1971)[4]
- 5-krotny uczestnik spotkań gwiazd NBA (1965, 1968–1971)[2]
- Wybrany do:
  - I składu:
    - defensywnego NBA (1970, 1971)[5]
    - debiutantów NBA (1964)[6]

  - II składu NBA (1965, 1966, 1970, 1971)[7]
  - Koszykarskiej Galerii Sław im. Jamesa Naismitha (Naismith Memorial Basketball Hall Of Fame - 2010)[2]
- Klub Wizards zastrzegł należący do niego w numer 25[8]